# Championnats d'Europe de cross-country 1997
Navigation
Édition précédente Édition suivante
Les 4e Championnats d'Europe de cross-country se sont déroulés le 14 décembre 1997 à Oeiras, au Portugal.

## Résultats

### Seniors

#### Hommes

##### Individuel
| Médaille | Athlète           | Temps       |
| Or       | Carsten Jörgensen | 27 min 19 s |
| Argent   | Claes Nyberg      | 27 min 20 s |
| Bronze   | Serhiy Lebid      | 27 min 23 s |
| 4e       |                   |             |
| 5e       |                   |             |
| 6e       |                   |             |
| 7e       |                   |             |
| 8e       |                   |             |
| 9e       |                   |             |
| 10e      |                   |             |

##### Par équipes
| Médaille | Athlètes                                                            | Points |
| Or       | Portugal Alfredo Brás Domingos Castro José Regalo Alberto Maravilha | 34 pts |
| Argent   | France Mustapha Essaïd Bertrand Fréchard Yann Millon Abdellah Béhar | 46 pts |
| Bronze   | Espagne José Manuel García Julio Rey Isaac Viciosa Víctor López     | 56 pts |

#### Femmes

##### Individuel
| Médaille | Athlète        | Temps       |
| Or       | Joalsiae Llado | 17 min 20 s |
| Argent   | Elena Fidatov  | 17 min 33 s |
| Bronze   | Olivera Jevtic | 17 min 37 s |
| 4e       |                |             |
| 5e       |                |             |
| 6e       |                |             |
| 7e       |                |             |
| 8e       |                |             |
| 9e       |                |             |
| 10e      |                |             |

##### Par équipes
| Médaille | Athlètes                                                  | Points |
| Or       | France Joalsiae Llado Yamna Belkacem Fatima Yvelain       | 21 pts |
| Argent   | Roumanie Elena Fidatov Mariana Chirila Stela Olteanu      | 22 pts |
| Bronze   | Espagne Ana Isabel Alonso Julia Vaquero Jacqueline Martín | 46 pts |

### Juniors

#### Hommes

##### Individuel
| Médaille | Athlète            | Temps       |
| Or       | Gert-Jan Liefers   | 15 min 45 s |
| Argent   | Günther Weidlinger | 15 min 50 s |
| Bronze   | Mustafa Mohamed    | 16 min 00 s |

##### Par équipes
| Médaille | Athlètes | Points |
| Or       | Espagne  | 19 pts |
| Argent   | Portugal | 43 pts |
| Bronze   | Roumanie | 48 pts |

#### Femmes

##### Individuel
| Médaille | Athlète       | Temps     |
| Or       | Sonja Stolic  | 09 min 09 |
| Argent   | Monica Rosa   | 09 min 15 |
| Bronze   | Judith Heinze | 09 min 16 |

##### Par équipes
| Médaille | Athlètes    | Points |
| Or       | Allemagne   | 15 pts |
| Argent   | Yougoslavie | 33 pts |
| Bronze   | Royaume-Uni | 43 pts |